# Rubus dierschkeanus
Rubus dierschkeanus är en rosväxtart som beskrevs av Heinrich E. Weber. Rubus dierschkeanus ingår i släktet rubusar, och familjen rosväxter. Inga underarter finns listade i Catalogue of Life.